# San Phra Kan

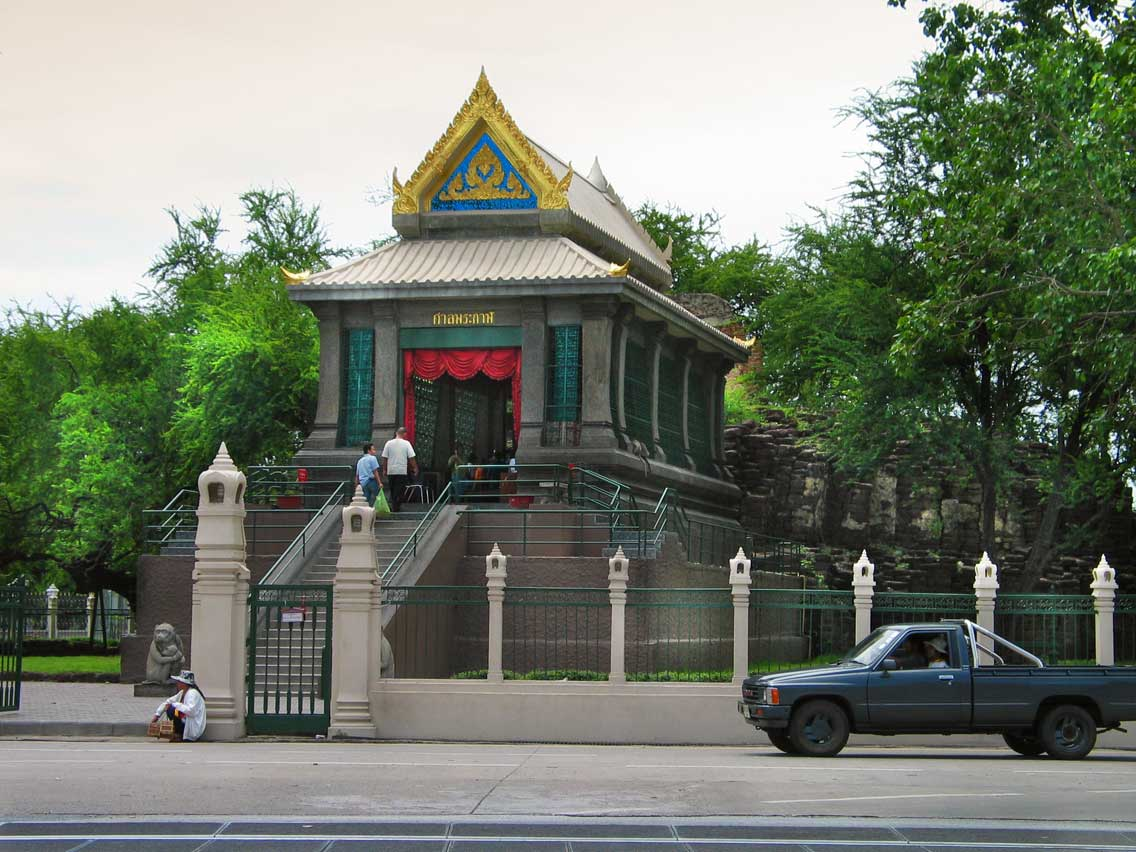
San Phra Kan, Lop Buri

San Phra Kan (Thai: ศาลพระกาฬ oder ศาลเจ้าพ่อพระกาฬ - San Chao Pho Phra Kan, andere Schreibweise Sarn Phra Karn) ist ein Schrein in der Altstadt von Lop Buri, Provinz Lop Buri, Zentralthailand.

## Lage
Der San Phra Kan liegt gegenüber dem Prang Sam Yot im Zentrum der Altstadt von Lop Buri direkt an der Eisenbahnlinie Bangkok - Chiang Mai.
Ban Wichayen, die Residenz von Constantine Phaulkon, liegt nur 500 Meter westlich, Phra Narai Ratcha Niwet, der Palast von König Narai, nur 500 Meter südwestlich von hier.

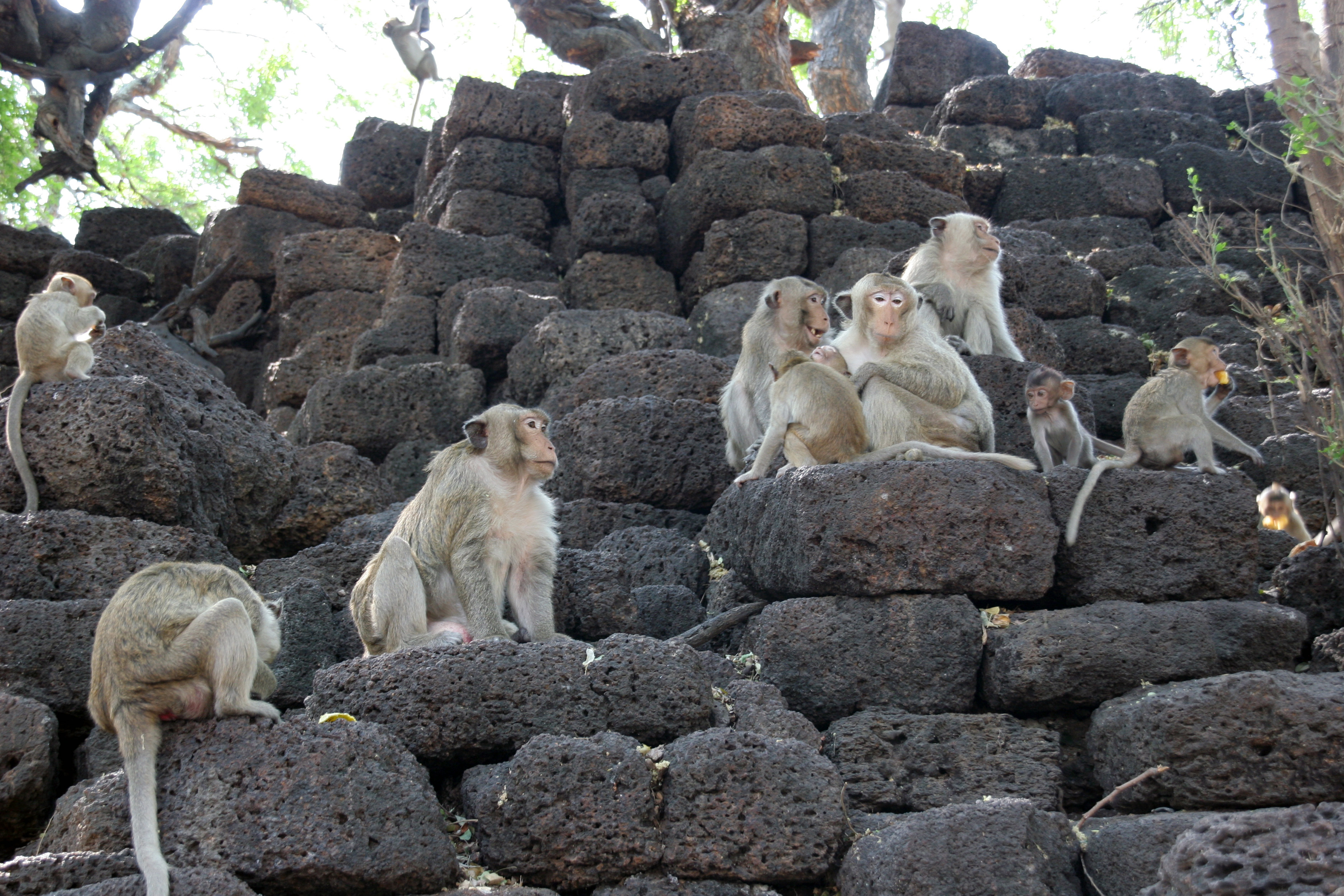
Javaneraffen am Heiligtum

## Geschichte
Dieses alte Khmer-Heiligtum wurde früher San Sung (Thai: ศาลสูง) genannt. Es besteht aus einem Hügel aus großen, aufeinander geschichteten Laterit-Blöcken. Auf dem Hügel stehen die Überreste eines quadratischen Schreins mit einem über Treppen erreichbaren Vorbau auf allen vier Seiten. Er wird etwa auf das 11. Jahrhundert datiert. Ein Türsturz aus Sandstein etwa aus dem 12. Jahrhundert mit einem schlummernden Vishnu wurde hier gefunden. Auch eine Inschrift in Mon-Schrift auf einem achteckigen Stein wurde gefunden.
Im Jahr 1951 wurde vor dem Heiligtum ein Pavillon errichtet. Er steht auf dem Fundament einer Versammlungshalle aus der Zeit von König Narai. Innen befindet sich eine von der einheimischen Bevölkerung hoch verehrte Statue mit vier Armen. Die Statue im Lop-Buri-Stil war ursprünglich ohne Kopf, sie soll den Hindu-Gott Vishnu darstellen. Später wurde ihr der Kopf aus Sandstein einer Buddha-Statue im Stil der späten Ayutthaya-Periode aufgesetzt.

## Heutige Nutzung
Das eingezäunte Areal wird heute als „Affen-Schutzgebiet“ genutzt. Hier ist der einzige Ort, an dem die Javaneraffen gefüttert werden dürfen, die in der ganzen Stadt sonst nur geduldet werden, da sie zahlreiche Touristen anlocken. Ausnahme bietet das alljährlich stattfindende „Monkey Buffet Fair“, bei dem die Affen mit einem opulenten Buffet bewirtet werden.